# Пелос ди Кадоре (Белуно)
Пелос ди Кадоре (итал. Pelos di Cadore) је насеље у Италији у округу Белуно, региону Венето.
Према процени из 2011. у насељу је живело 359 становника. Насеље се налази на надморској висини од 779 м.